# Navigazione costiera

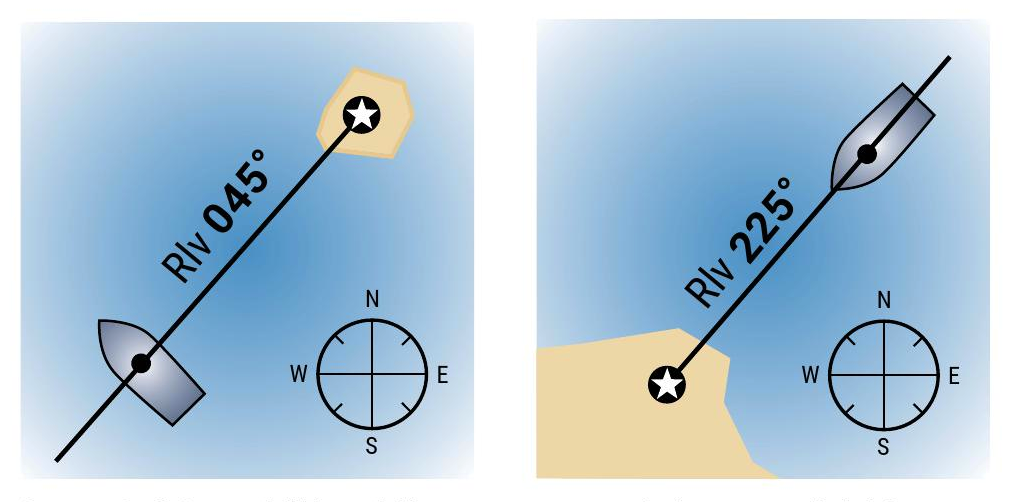
Esempi di rilevamento azimutale su punto cospicuo

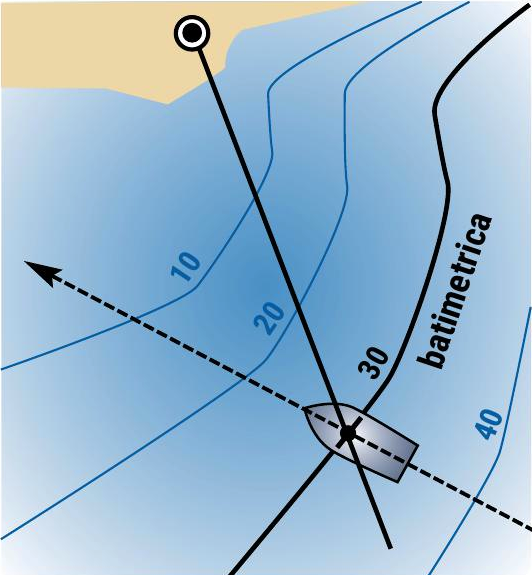
Isobata e rilevamento

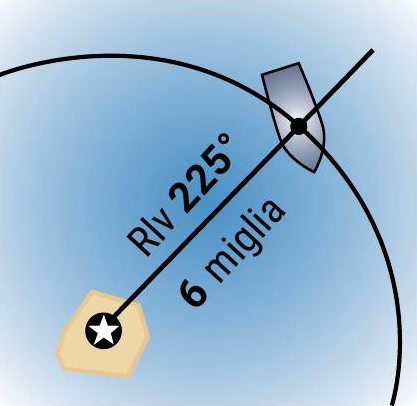
Rilevamento azimutale e distanza

Con l'espressione navigazione costiera s'intende la navigazione effettuata prevalentemente in vista della costa, contrapposta alla navigazione d'altura effettuata in mare aperto a notevole distanza dalla costa: in riferimento alla disciplina giuridica e normativa vigente in Italia, per navigazione costiera si intende quella effettuata entro le 20 miglia nautiche di distanza dalla costa.
A tal fine si utilizzando rilevamenti ottici di punti cospicui per determinare la posizione della nave, ovvero il punto nave; disponendo di un radar essa viene facilitata per la possibilità di meglio individuare la costa e i suoi punti cospicui e poter effettuare rilevamenti e misure di distanze in maniera più precisa ed accurata.
I metodi utilizzati per determinare il punto nave, prima che si diffondesse la navigazione satellitare NNSS e poi GPS, erano i cosiddetti metodi di misurazione ottica dei valori "azimutali" dei punti cospicui posti sulla costa, con incrocio di rilevamenti e/o con serie di rilevamenti. Tra i più usati metodi citiamo: i "cerchi capaci", la "misura angolare di punti cospicui della costa di altezza nota", la "serie di Troub", il "45° e traverso", la "regola del 60", il "triangolo di Snellius e Pothenot", il "metodo di Legendre e Carnot" e metodologie ottiche con uso dei "Millesimi di Radiante".
Per effettuare "rilevamenti" di tipo azimutale, oltre che alla tradizionale bussola magnetica e bussola giroscopica, si usano grafometri, pelóri e circoli azimutali. Per la determinazione delle distanze, venivano invece utilizzati prevalentemente: sestanti, stadimetri, binocoli e telemetri a principio ottico o a principio geometrico, tra cui quello più rudimentale composto da una canna di mira a diametro costante, senza lenti, e con divisore goniometrico azimutale ad intervalli fissi (in inglese sight tube). Quest'ultima era sostenuta da una sospensione cardanica posta ai lati della "conning house", ovvero il ponte di comando o "casotto di rotta"  o "casotto di governo".
I metodi per determinare il punto nave (luoghi di posizione, rilevamenti polari e azimutali dei punti cospicui e punto nave) sono a tutt'oggi parte integrante della prova d'esame per il rilascio della patente nautica da diporto.